# اچ‌آر مک‌مستر
هربرت ریموند «اِیْچْ. آر.» مک‌مستر (انگلیسی: H. R. McMaster؛ زادهٔ ۲۴ ژوئیهٔ ۱۹۶۲) سپهبد نیروی زمینی ایالات متحده آمریکا و بیست و ششمین مشاور امنیت ملی ایالات متحده آمریکابود. پیشتر او اداره‌کننده مرکز تجمیع قابلیت‌های نیروی زمینی، و قائم مقام فرمانده فرماندهی دکترین و آموزش نیروی زمینی ایالات متحده بوده‌است. او پیشتر فرمانده مرکز رشد رزمایش در فورت بنینگ، جورجیا بوده‌است. مک‌مستر پیشتر به عنوان اداره‌کنندهٔ کارگروه مشترک بین‌سازمانی-شفافیت در (نیروهای بین‌المللی کمک به امنیت) مستقر در کابل بوده‌است. او به خاطر نقشش در جنگ‌های خلیج فارس، عراق و افغانستان شناخته شده‌است.

## تحصیلات
مک‌مستر در سال ۱۹۶۲ در فیلادلفیا متولد شده‌است. او در سال ۱۹۸۰ از دبیرستان آکادمی نظامی فورج ولی فارغ‌التحصیل شد. پس از فارغ‌التحصیلی از آکادمی نظامی ایالات متحده در وست پوینت در ۱۹۸۴ به درجه ستوان دومی رسید. او کارشناسی ارشد و پی‌اچ‌دی را در تاریخ ایالات متحده آمریکا از دانشگاه کارولینای شمالی در چپل هیل دریافت کرد. پایان‌نامه منتقد استراتژی آمریکا در جنگ ویتنام بود، که او در کتاب سال ۱۹۹۷ خود به تشریح آن پرداخت. این کتاب شدیداً از مقامات عالی‌رتبه نظامی آن دوران انتقاد می‌کرد و استدلال می‌کرد آن‌ها به اندازهٔ کافی وزیر دفاع رابرت مک‌نامارا و رئیس‌جمهور ایالات متحده آمریکا لیندون بی. جانسون را در خصوص استراتژیشان در ویتنام به چالش نکشیده‌اند. این کتاب در حلقه‌های پنتاگون بسیار خوانده و در فهرست مطالعاتی نظامی گنجانده شد.
وی همچنین برندهٔ جوایزی همچون نشان ستاره برنزی، پرپل هارت، و ستاره نقره‌ای شده‌است.

## مشاور امنیت ملی

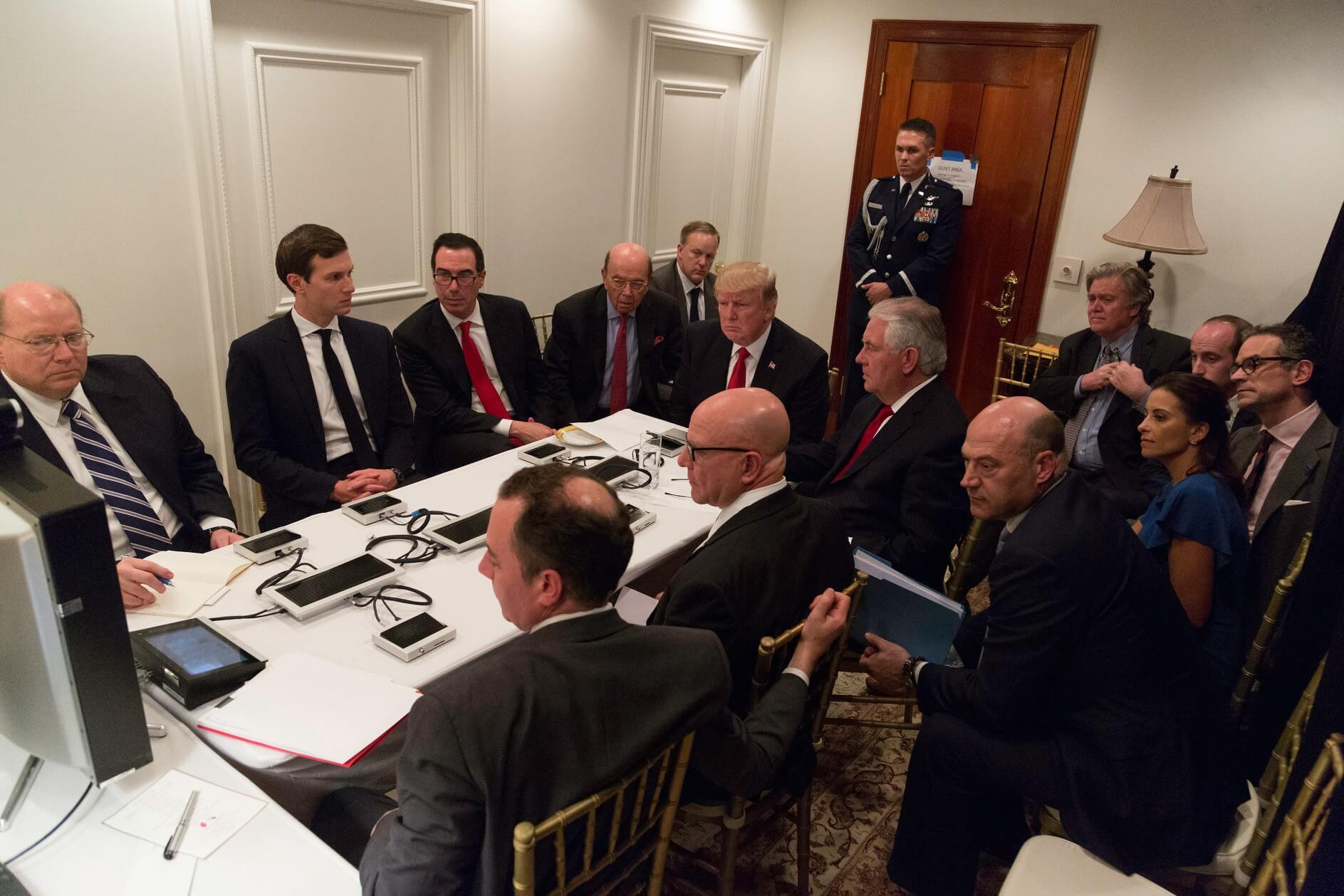
مک‌مستر در جریان عملیات آوریل ۲۰۱۷ حمله موشکی به پایگاه هوایی الشعیرات

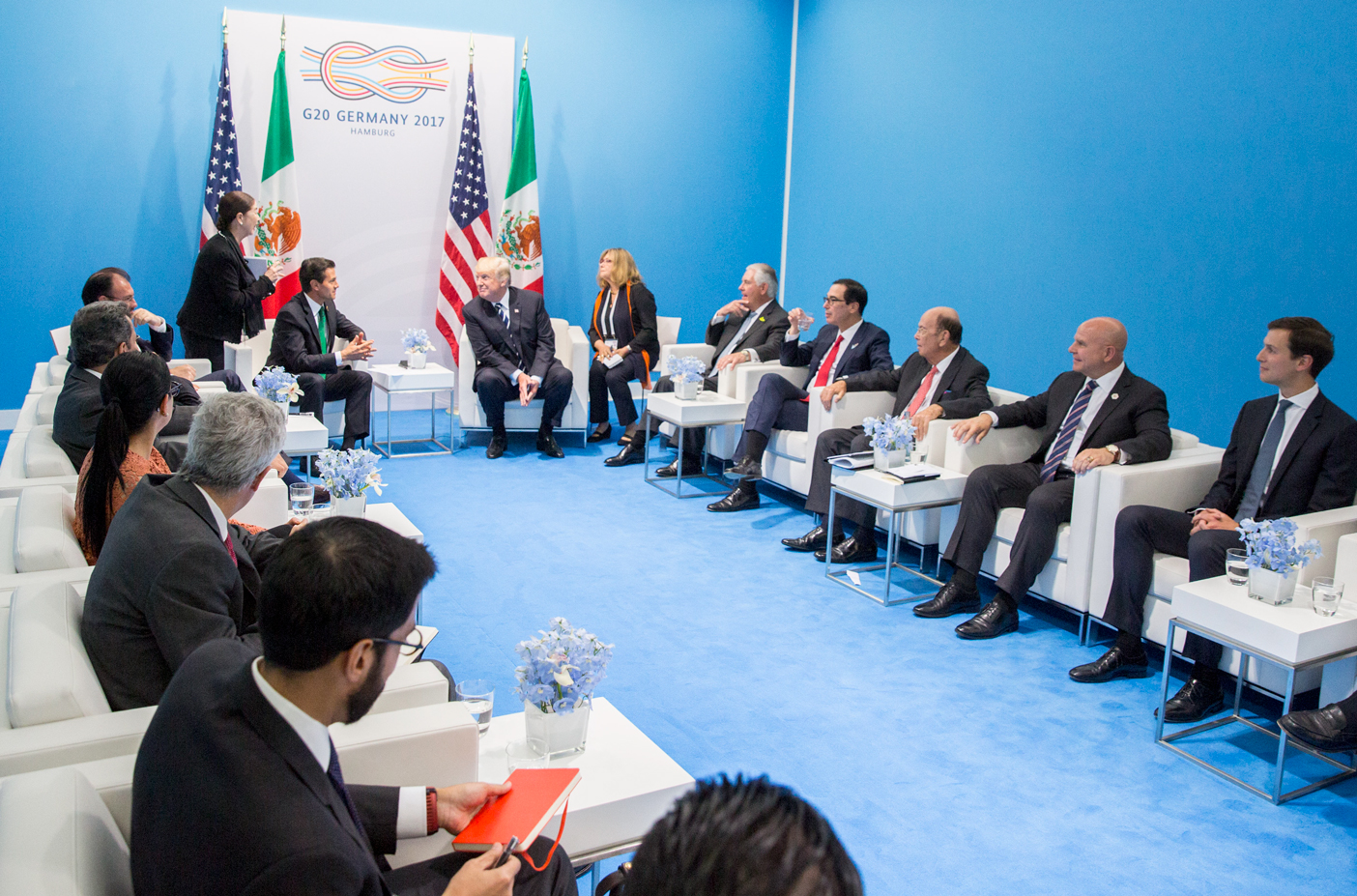
ترامپ، مک‌مستر و رئیس‌جمهور مکزیک انریکه پنیا نیتو در اجلاس ۲۰۱۷ سران گروه ۲۰, ۷ ژوئیه ۲۰۱۷

در ۲۰ فوریه ۲۰۱۷ دونالد ترامپ رئیس‌جمهور آمریکا در پی استعفای مایکل تی. فلین مک‌مستر را به عنوان مشاور امنیت ملی خود معرفی کرد. مک‌مستر اعلام کرد در حین کار به عنوان مشاور امنیت ملی قصد دارد به صورت فعال در وظیفه نظامی بماند.
مک‌مستر پس از رسیدن به این منصب برخی از محافظه کاران را از شورای امنیت ملی آمریکا اخراج و نسبت به پاره کردن برجام هشدار داده‌است.